# 고사변
고사변(번체자: 古史辯, 간체자: 古史辨, 병음 Gǔshǐbiàn)은 중국의 사학자 구제강(顧頡剛, Gu Jiegang), 나근택(羅根澤, Luo Genzen), 여사면(呂思勉) 등이 편저한 고대 역사에 대한 논문집이다.
1926년에 1책이 발간된 이래 7책까지 발간되었다. 신문화운동의 영향을 받은 것이 특징이다. 고힐강이 이끈 일군의 고사변학파를 의고파(疑古派)라고도 부른다.

## 참고 문헌
- 顧頡剛 1963년　《고사변 (古史辨)》第三卷　香港：太平　1963年 ISBN 불명